# 雅罗斯拉夫·什帕切克
雅罗斯拉夫·什帕切克（捷克語：Jaroslav Špaček，1974年2月11日—），捷克男子冰球运动员。他曾代表捷克国家队参加1998年、2002年和2006年冬季奥林匹克运动会冰球比赛，获得一枚金牌和一枚铜牌。